# Tadeusz Jachimowski

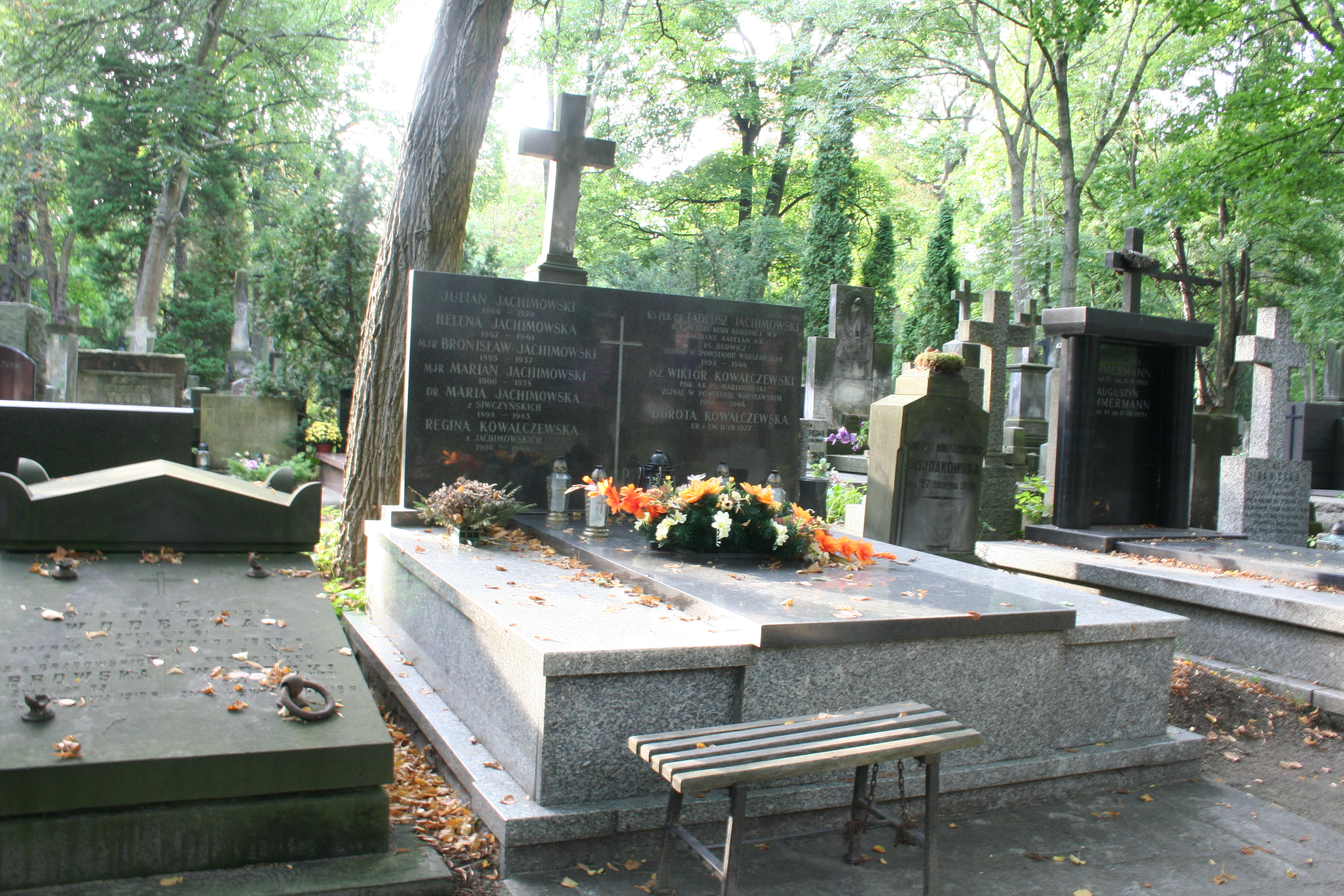
Grób symboliczny Tadeusza Jachimowskiego na warszawskim cmentarzu Powązkowskim

Tadeusz Julian Jachimowski, ps. „Biskupowicz”, „Budwicz” (ur. 12 lutego 1892 w Kazimierzy Małej, zm. 7 sierpnia 1944 w Warszawie) – ksiądz, dziekan Wojska Polskiego, doktor filozofii, magister teologii, tajny szambelan Jego Świątobliwości, kanonik honorowy kielecki.

## Życiorys
Był synem Juliana (1864–1928) i Heleny z Kobylańskich (1867–1941). Był starszym bratem Bronisława Aleksandra (1895–1937), majora artylerii Wojska Polskiego, odznaczonego Krzyżem Walecznych i Medalem Niepodległości i Mariana Edwarda (1900–1938), majora piechoty Wojska Polskiego, działacza niepodległościowego.
Ukończył Gimnazjum Miejskie w Pińczowie, a następnie wstąpił do Seminarium Duchownego w Kielcach. Od 1913 kontynuował studia w Akademii Duchownej w Petersburgu. Święcenia kapłańskie przyjął w 1914, a w czerwcu 1917 ukończył studia zdobywając dyplom magistra teologii.
12 kwietnia 1917 roku administrator archidiecezji mohylewskiej, biskup Jan Cieplak nominował go na kapelana Wojska Polskiego na Wschodzie. 24 kwietnia tego roku wyjechał do Kijowa, w celu objęcia funkcji kapelana 4 pułku strzelców polskich Dywizji Strzelców Polskich. W listopadzie 1917 roku objął obowiązki kapelana 1 Dywizji Strzelców Polskich. Równocześnie pełnił obowiązki kapelana 2 pułku strzelców polskich. 4 lutego 1918 roku pod Tołoszczycą na wschód od Bobrujska, objął po kontuzjowanym pułkowniku Konarzewskim dowództwo brygady i pomyślnie zakończył potyczkę z Armią Czerwoną.
W okresie od 1919 do lipca 1933 roku był kanclerzem Polowej Kurii Biskupiej. Z zajmowanego stanowiska usunięty został z powodu oskarżeń o głęboką niechęć do piłsudczyków. Z dniem 30 września 1934 został przeniesiony w stan spoczynku.
Od października 1939 do kwietnia 1940 był więziony na Pawiaku. Po zwolnieniu został rektorem kościoła Św. Anny. W konspiracji działał od 1941.
Był naczelnym kapelanem Sokolstwa Polskiego w II Rzeczypospolitej i naczelnym kapelanem Związku Walki Zbrojnej, a od 5 lutego 1943 roku naczelnym kapelanem i szefem służby duszpasterskiej Sił Zbrojnych w Kraju (Armii Krajowej). 23 lipca tego roku Józef Gawlina mianował go wikariuszem generalnym i zastępcą biskupa polowego Wojska Polskiego.
Tadeusz Jachimowski był organizatorem Towarzystwa Patriotycznego.
Napisał znany modlitewnik dla żołnierzy pt. Żołnierz Chrystusowy, wydawany także w podziemiu. Był również autorem publikacji historycznych oraz prac z zakresu duszpasterstwa i filozofii. Stworzył ponadto dwa tomiki wierszy.
Został rozstrzelany 7 lub 8 sierpnia 1944 na podwórzu wypalonego budynku przy ul. Wolskiej, w rejonie kościoła św. Stanisława Biskupa i Męczennika.
Symboliczny grób Tadeusza Jachimowskiego znajduje się na cmentarzu Powązkowskim w Warszawie (kwatera 206–1–10,11).

## Awanse
- dziekan - zweryfikowany ze starszeństwem z dniem 1 czerwca 1919 w duchowieństwie wojskowym wyznania rzymskokatolickiego (w 1924 roku zajmował 6 lokatę)

## Ordery i odznaczenia
- Krzyż Oficerski Orderu Odrodzenia Polski (2 maja 1923)[8][9][10]
- Krzyż Walecznych[11]
- Złoty Krzyż Zasługi (17 stycznia 1938)[12]
- Medal Pamiątkowy za Wojnę 1918–1921
- Medal Dziesięciolecia Odzyskanej Niepodległości

12 czerwca 1935 Komitet Krzyża i Medalu Niepodległości odrzucił wniosek o nadanie mu tego odznaczenia „z powodu braku pracy niepodległościowej”.